# Robert Fred Ellsworth

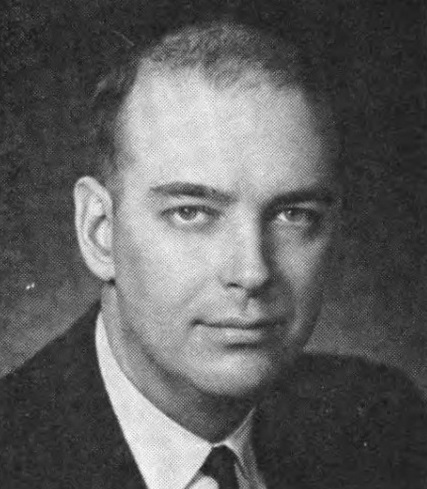
Robert Fred Ellsworth (1965)

Robert Fred Ellsworth (* 11. Juni 1926 in Lawrence, Kansas; † 9. Mai 2011 in Encinitas, Kalifornien) war ein US-amerikanischer Politiker. Zwischen 1961 und 1963 vertrat er den zweiten sowie von 1963 bis 1967 den dritten Wahlbezirk des Bundesstaates Kansas im US-Repräsentantenhaus. Außerdem war er von 1969 bis 1971 Botschafter der Vereinigten Staaten bei der NATO.

## Werdegang
Robert Ellsworth besuchte die öffentlichen Schulen seiner Heimat und studierte danach an der University of Kansas. Später setzte er seine Ausbildung mit einem Jurastudium an der University of Michigan fort. Dort machte er 1949 seinen Abschluss. Während des Zweiten Weltkrieges war Ellsworth zwischen 1944 und 1946 Offizier der US-Marine. Während des Koreakrieges kehrte er nochmals in die Marine zurück. In den Jahren 1954 und 1955 war Ellsworth Lehrer an der University of Kansas School of Business. Seit 1949 praktizierte er auch als Rechtsanwalt in Springfield (Massachusetts). Außerdem war er von 1953 bis 1954 Mitglied im Bundesmarineausschuss.
Politisch war Ellsworth Mitglied der Republikanischen Partei. Bei den Kongresswahlen des Jahres 1960 wurde er als deren Kandidat im zweiten Distrikt von Kansas in das US-Repräsentantenhaus in Washington, D.C. gewählt. Dort trat er am 3. Januar 1961 die Nachfolge von Newell A. George an. Bei den Wahlen des Jahres 1962 kandidierte er im dritten Wahlbezirk. Damit löste er am 3. Januar 1963 Walter Lewis McVey im Kongress ab, der bis dahin diesen Distrikt vertreten hatte. Nach einer Wiederwahl im Jahr 1964 konnte Ellsworth bis zum 20. Januar 1967 im Kongress verbleiben.
Im Jahr 1966 verzichtete er auf eine erneute Kandidatur. Stattdessen bewarb er sich erfolglos um die Nominierung seiner Partei für die Senatswahlen dieses Jahres. 1968 war er in führender Funktion im Wahlkampfteam des republikanischen Präsidentschaftskandidaten Richard Nixon. Im Jahr darauf wurde er Sonderberater des inzwischen gewählten neuen Präsidenten Nixon. Dieser ernannte ihn zum US-Botschafter bei der NATO. Dieses Amt bekleidete Ellsworth von 1969 bis 1971. Danach war er für einige Jahre Partner einer New Yorker Anwaltskanzlei. Zwischen 1974 und 1975 war er Abteilungsleiter im Verteidigungsministerium und von Dezember 1975 bis Januar 1977 unter Präsident Gerald Ford stellvertretender Verteidigungsminister.
Ellsworth blieb auch weiterhin politisch aktiv. Seit 1977 bekleidete er mehrere Funktionen beim International Institute for Strategic Studies  in London. Ab 2003 gehörte er einer Kommission an, die sich mit den Beziehungen zu China befasst (U.S.–China Economic Security Review Commission). Robert Ellsworth lebte in Comus (Maryland).